# Museum für Moderne Kunst
Museum für Moderne Kunst (MMK), er et kunstmuseum med samtidig kunst beliggende i Frankfurt am Main. Det er indviet i 1991 designet af Hans Hollein.